# Zeehan
Zeehan ist eine Stadt im Westen des australischen Bundesstaates Tasmanien. Sie liegt 139 km südwestlich von Burnie. Bei der Volkszählung 2016 wurden 698 Einwohner festgestellt. Sie gehört zur Local Government Area West Coast Municipality.
Die Stadt wurde nach dem nahegelegenen Mount Zeehan benannt. Dieser wiederum wurde von George Bass und Matthew Flinders nach Abel Tasmans Brigg Zeehaen getauft.

## Geschichte
Die Region besitzt die am weitesten zurückreichende Geschichte in Tasmanien. Abel Tasman sichtete diesen Teil der Insel im Jahre 1642. Ein früher Hafen für Zeehan war Trial Harbour, der aber durch seine Lage am Ocean Beach sehr unsicher war, und so wurde seine Funktion bald von Strahan übernommen. Zeehan wurde als Bergwerksgebiet gegründet. Nach der Entdeckung der Silber- und Bleilagerstätten von Zeehan und Dundas 1882 durch Frank Long entstand eine Stadt. Die beste Zeit des Bergbaus war der Erste Weltkrieg, der Abbau von Bleiglanz in den Minen Montana und Oceana wurde aber bis 1963 fortgeführt. Die Bevölkerungszahl von Zeehan und dem angrenzenden Dundas erreichte mit ca. 10.000 im Jahre 1910 ihren Höhepunkt. Dies war über zehn Mal so viel wie heute.
Zeehan stand ganz klar in Konkurrenz mit der größeren Stadt im Süden, Queenstown, und solange der Silberboom anhielt, war die Stadt als „Silver City“ bekannt. In der ersten Dekade des 20. Jahrhunderts konnte es Zeehan der Größe nach mit Launceston und Hobart aufnehmen. In seiner mehr als 3,2 km (2 Meilen) langen Hauptstraße gab es mehr als 20 Hotels. In den 1970er-Jahren gab es mit dem Betrieb der nahegelegenen Zinnmine Renison Bell vermehrte Aktivitäten in der Stadt, und ebenso in den 1990er-Jahren.

## Eisenbahn
Zeehan war ein wichtiger Eisenbahnknotenpunkt – das Ende der Emu Bay Railway und der Beginn der staatlichen Strahan-Zeehan Railway, die Strahan mit Regatta Point verband, wo die Mount Lyell Railway die Verbindung nach Queenstown schuf. Auch gab es in der frühen Geschichte der Stadt eine Reihe von Holztransportbahnen, die von Zeehan an den Pieman River und zu anderen Zielen führten.
Einige der Schmalspurbahnen östlich von Zeehan waren bemerkenswert. Auf einer davon lief die erste Garratt-Dampflokomotive, die speziell für diesen Einsatz gebaut wurde.
Nachdem die staatliche Eisenbahnverbindung zwischen Zeehan und Strahan geschlossen wurde, beförderte die Mount Lyell Mining and Railway Company ihr Kupfererz mit Lastwagen zum Endbahnhof der Emu Bay Railway in Melba Flats ein paar Kilometer östlich von Zeehan.

## Klima
|                       | Jan | Feb | Mär | Apr | Mai | Jun | Jul | Aug | Sep | Okt | Nov | Dez |   |      |
| Mittl. Tagesmax. (°C) | 19  | 20  | 18  | 15  | 13  | 11  | 11  | 11  | 13  | 14  | 16  | 18  | ⌀ | 14,9 |
| Mittl. Tagesmin. (°C) | 8   | 9   | 8   | 7   | 5   | 3   | 3   | 3   | 4   | 6   | 7   | 8   | ⌀ | 5,9  |
|                       |     |     |     |     |     |     |     |     |     |     |     |     |   |      |
| Niederschlag (mm)     | 130 | 100 | 130 | 200 | 230 | 230 | 250 | 250 | 230 | 200 | 180 | 150 | Σ | 2280 |

| 8 |

| 9 |

| 8 |

| 7 |

| 5 |

| 3 |

| 3 |

| 3 |

| 4 |

| 6 |

| 7 |

| 8 |

| 8 |

| 9 |

| 8 |

| 7 |

| 5 |

| 3 |

| 3 |

| 3 |

| 4 |

| 6 |

| 7 |

| 8 |

## Wirtschaft
Die Nickelmine von Allegiance Limited Avebury, die Comstock-Zinkmine in Zeehan und die von Bluestone Tin betriebene Zinnmine Renison Bell sind wichtige wirtschaftliche Faktoren für die Stadt, aber der wichtigste Wirtschaftszweig ist doch der Tourismus.

### Sehenswürdigkeiten
Zu den Attraktionen gehört das West Coast Pioneers Museum im alten School of Mines – Gebäude. Das Straßenraster von Zeehan ist typisch für die Stadt.

## Bekannte Einwohner
Die bekannte Konzertpianistin Eileen Joyce wurde in Zeehan geboren und der Eileen Joyce Memorial Park wurde zu ihren Ehren benannt.

## Galerie

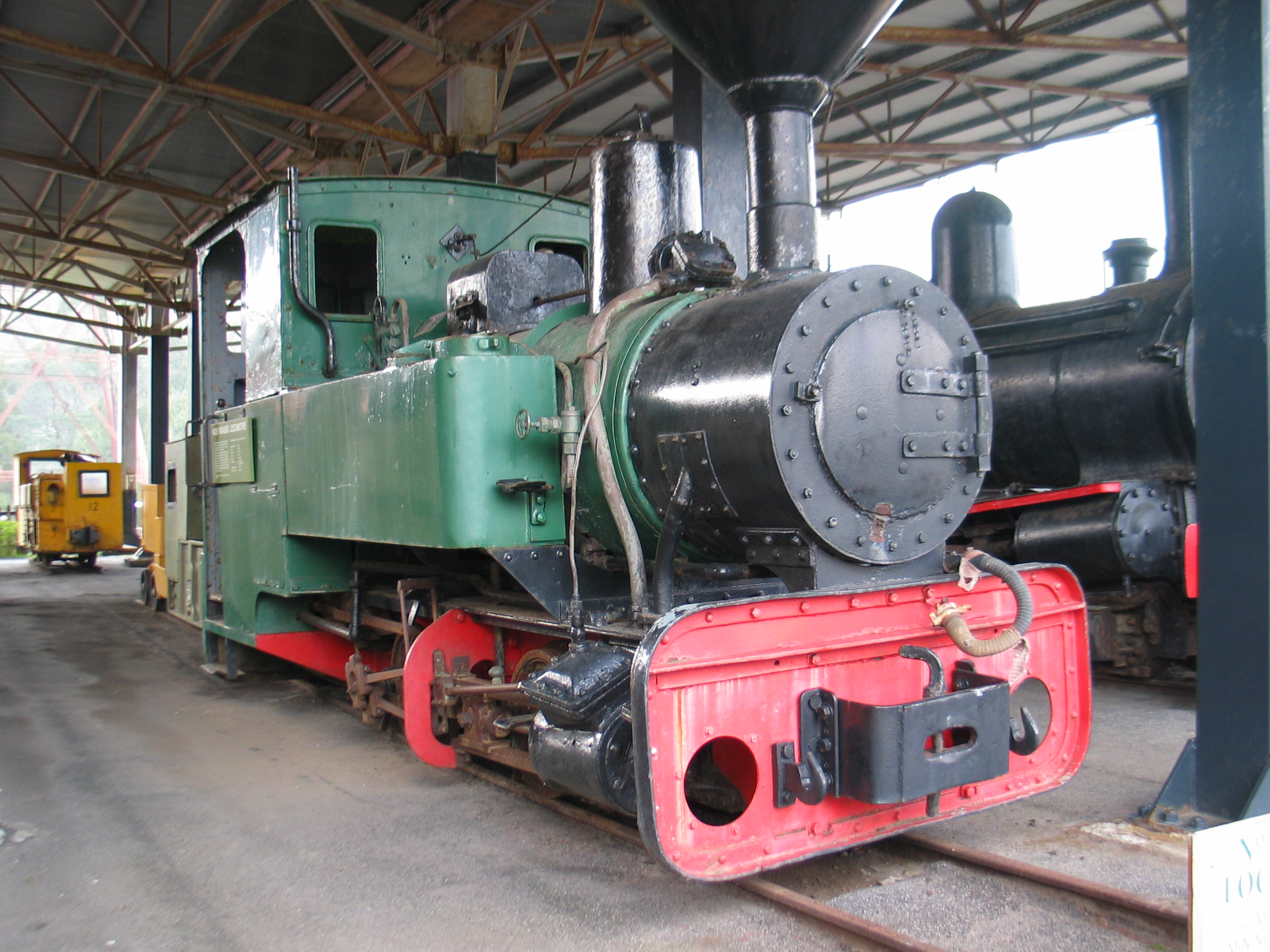
Lokomotive im West Coast Pioneers Museum
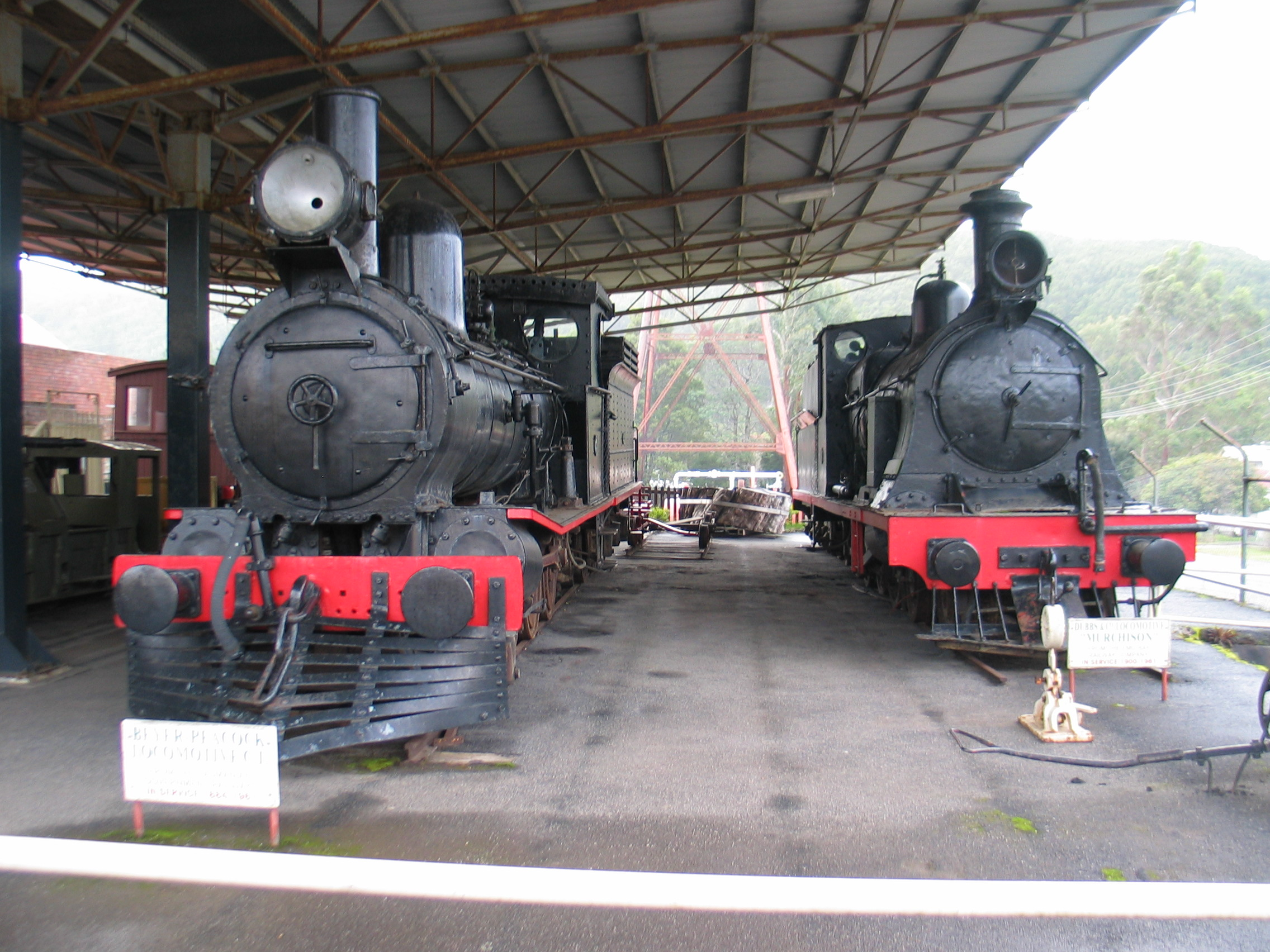
Beyer-Peacock- und Dubbs-Lokomotiven im West Coast Pioneers Museum